# کنوتانگه
کنوتانگه (به فرانسوی: Knutange) یک کمون در فرانسه است که در Canton of Algrange واقع شده‌است.

## خصوصیات
کنوتانگه ۲٫۴۳ کیلومترمربع مساحت و ۳٬۶۳۲ نفر جمعیت دارد و ۲۰۰ متر بالاتر از سطح دریا واقع شده‌است.